# Attaque de 1987 de l'ambassade de Corée du Nord à Lima
L'attaque de 1987 de l'ambassade de Corée du Nord à Lima est une attaque terroriste survenue le 30 avril 1987 contre le bureau commercial et la résidence officielle de la délégation de la Corée du Nord au Pérou. L'attaque a fait deux blessés.

## Contexte
La Corée du Nord, comme la Chine et l'Union soviétique, a tourné le dos à l'insurrection communiste du Sentier lumineux au Pérou, malgré les similitudes idéologiques de gauche, principalement en raison des intérêts économiques nord-coréens dans le pays sud-américain pendant le gouvernement d'Alan García.
En 1986, le gouvernement péruvien a acheté 10 000 AK-47 d'origine soviétique au gouvernement nord-coréen. Ces armes étaient destinées à améliorer les armes de la police nationale péruvienne (en) pour contrer l'insurrection Senderista.

## Attaque
L'attaque a commencé en milieu de matinée le 30 avril 1987, par un groupe de trois individus, deux hommes et une femme portant une mallette. Le groupe est entré sur la place à l'extérieur de l'ambassade où ils ont sonné la sonnette de la porte du bâtiment principal, prenant en otage un travailleur péruvien du site qui a répondu à la sonnette.
La femme qui a mené l'attaque transportait environ 35 bâtons de dynamite dans sa mallette, installée à la porte intérieure principale de l'ambassade, qui a explosé, affectant tout le bâtiment et deux autres maisons voisines. Bien que l'explosion ait été puissante, au moment de l'attaque, l'ambassade de Corée du Nord manquait de personnel. Outre l'otage, un autre employeur du site a été blessé au visage par des éclats de verre.
Les assaillants ont pris la fuite dans une voiture, le représentant nord-coréen Kim Shan Sik au moment de l'attaque se trouvait dans sa maison privée du centre-ville de Lima.
Une autre attaque a été tentée en 1989, mais la bombe n'a pas explosé car elle a été désamorcée par la police péruvienne.